# Nancy Stafford
Nancy Elizabeth Stafford (Wilton Manors, 5 de junio de 1954) es una actriz y escritora estadounidense, reconocida principalmente por sus papeles en la televisión norteamericana. Logró popularidad en la década de 1980 interpretando el papel principal de Michelle Thomas en cinco temporadas de la serie de televisión Matlock, entre 1987 y 1992. Más adelante condujo una serie de televisión de variedades llamada Main Floor (1995–2005).

## Filmografía

### Cine
| Año  | Título                                    | Papel              | Notas     |
| ---- | ----------------------------------------- | ------------------ | --------- |
| 1982 | Q                                         | Testigo            |           |
| 1987 | U.S. Marshals: Waco & Rhinehart           | Joyce              | Telefilme |
| 1993 | Moment of Truth: A Child Too Many         | Sharon Davis       | Telefilme |
| 1995 | Deadly Invasion: The Killer Bee Nightmare | Karen Ingram       | Telefilme |
| 2002 | Destiny                                   | Consejera          |           |
| 2004 | The Proverb                               | Mujer en el parque | Corto     |
| 2007 | The Wager                                 | Annie Steele       |           |
| 2011 | Christmas with a Capital C                | Kristen Reed       |           |
| 2012 | Race to the Finish                        | Julie              |           |
| 2012 | Christmas Oranges                         | Sra. Hartley       |           |
| 2013 | Foreclosed                                | Terri Boyd         | Corto     |
| 2013 | Superheroes Don't Need Capes              | Jenny              |           |
| 2013 | Season of Miracles                        | Barbara            |           |
| 2013 | Assumed Killer                            | Dr. Weston         |           |
| 2013 | Christmas for a Dollar                    | Sra. Rathbone      |           |
| 2014 | Heaven Help Us                            | Kat Banks          | Corto     |
| 2016 | Heritage Falls                            | Laura Fitzpatrick  |           |
| 2016 | I'm Not Ashamed                           | Sra. Talbot        |           |
| 2017 | Heaven Bound                              | Josie              |           |
| 2017 | A Mermaid's Tale                          | Thaleia            |           |
| 2019 | Faith, Hope & Love                        | Mary Sue           |           |

### Televisión
| Año       | Título                               | Papel                          | Notas         |
| --------- | ------------------------------------ | ------------------------------ | ------------- |
| 1982      | The Doctors                          | Adrienne                       | 1 episodio    |
| 1983      | Lone Star                            | Amanda Talbot                  | 1 episodio    |
| 1983–1986 | St. Elsewhere                        | Joan Halloran                  | 30 episodios  |
| 1984      | Who's the Boss?                      | Trish Baldwin                  | 1 episodio    |
| 1985      | Riptide                              | Peggy Burke                    | 1 episodio    |
| 1985      | Hunter                               | Nell Armstrong                 | 1 episodio    |
| 1985      | Magnum, P.I.                         | Amy Griswald                   | 1 episodio    |
| 1985      | Scarecrow and Mrs. King              | Colleen Donnelly               | 1 episodio    |
| 1985      | Remington Steele                     | Jennifer Davenport             | 1 episodio    |
| 1986      | You Are the Jury                     | Diane Blake                    | 1 episodio    |
| 1986      | D.C. Cops                            | Molly St. Clair                | 1 episodio    |
| 1986–1987 | Sidekicks                            | Patricia Blake                 | 23 episodios  |
| 1986      | Matlock                              | Caryn Nelson / Caroline Nathan | 1 episodio    |
| 1987–1992 | Matlock                              | Michelle Thomas                | 109 episodios |
| 1990      | Quantum Leap                         | Peg Myers                      | 1 episodio    |
| 1993      | Saved by the Bell: The College Years | Judith Trudell                 | 1 episodio    |
| 1996      | Frasier                              | Claire Barnes                  | 1 episodio    |
| 1996      | Babylon 5                            | Dr. Mary Kirkish               | 1 episodio    |
| 1997      | Baywatch                             | Cassie Rose                    | 1 episodio    |
| 2003      | Judging Amy                          | Judge Bell                     | 1 episodio    |
| 2008      | The Mentalist                        | Rosemary Tennant               | 1 episodio    |
| 2017-2018 | Scandal                              |                                | 4 episodios   |